# Fenyőkéregbogár-félék
A fenyőkéregbogár-félék (Boridae) a rovarok (Insecta) osztályában a bogarak (Coleoptera) rendjébe, azon belül a mindenevő bogarak (Polyphaga) alrendjébe tartozó család.

## Rendszerezés
A családba az alábbi alcsaládokat, nemeket és fajokat sorolják:
- Borinae C. G. Thomson, 1859
  - Boros Herbst, 1797
    - Boros hydrophiloides Fairmaire
    - Boros schneideri (Panzer, 1796)
    - Boros unicolor Say, 1827

  - Lecontia Champion, 1893
    - Lecontia discicollis (LeConte, 1850)
- Synercticinae Lawrence and Pollock, 1994
  - Synercticus Newman, 1842
    - Synercticus heteromerus Newman, 1842

## Fordítás
- Ez a szócikk részben vagy egészben  a   Borider című norvég Wikipédia-szócikk fordításán alapul.  Az eredeti cikk szerkesztőit annak laptörténete sorolja fel. Ez a jelzés csupán a megfogalmazás eredetét és a szerzői jogokat jelzi, nem szolgál a cikkben szereplő információk forrásmegjelöléseként.

## Külső hivatkozások
- Boros schneideri fotója a zin.ru weboldalán